# 関根航
関根 航（せきね わたる、2001年8月26日 - ）は、日本の子役である。かつて劇団ひまわりに所属していた。

## 出演

### 映画
- プリンセス・トヨトミ - 松平元（幼少期） 役

### テレビ
- 仮面ライダーフォーゼ - JK（幼少期） 役
- ビットワールド - 大沢伊吹（幼少期） 役
- 実験刑事トトリ・第2シリーズ - 江島亘 役
- 3年B組金八先生・第8シリーズ - 北山武 役
- てるてるあした - 水野祐介 役

### テレビアニメ
- ビーストサーガ - ゴールダー（幼少期） 役
- ROBOTICS;NOTES - 9歳の八汐海翔 役

### 劇場アニメ
- 伏 鉄砲娘の捕物帳 - 東太 役
- 言の葉の庭 - 秋月孝雄（子供時代） 役[1]

### ゲーム
- ファイナルファンタジーXIII-2 - ドッジ・カッツロイ 役
- ライトニング リターンズ ファイナルファンタジーXIII - ドッジ・カッツロイ 役

### 吹き替え

#### 映画
- アイアンマン3 - ハーレー 役〈タイ・シンプキンス〉
- アメイジング・スパイダーマン - ピーター・パーカー（幼少期） 役〈マックス・チャールズ〉
- アメイジング・スパイダーマン2 - ピーター・パーカー（幼少期） 役〈マックス・チャールズ〉
- インセプション - ジェームズ・コブ（3歳） 役※劇場公開版
- クリスマス・クロニクル - テディ・ピアース 役[2]
- クリスマス・クロニクル PART2 - テディ・ピアース 役
- ダークナイト ライジング - フォーリーの息子 役
- マン・オブ・スティール - クラーク・ケント（9歳） 役〈クーパー・ティンバーライン〉
- リンカーン/秘密の書[3]

#### ドラマ
- ダークエイジ・ロマン 大聖堂

#### アニメ
- アナと雪の女王 - 幼いクリストフ 役
- くもりときどきミートボール2 フード・アニマル誕生の秘密
- シュレック フォーエバー - ファーガス 役
- フランケンウィニー - エドガー 役
- ラプンツェルのウェディング

### 舞台
- 忍たま乱太郎 第四弾 - 猪名寺乱太郎 役